# Quislet
Quislet è un personaggio immaginario della DC Comics, e un membro della Legione dei Super-Eroi nel XXX secolo. Quislet fu creato a quattro mani da Paul Levitz e Steve Lightle.

## Biografia del personaggio
Quislet, il cui vero nome è un glifo impronunciabile, era un essere microscopico fatto d'energia dalla dimensione alternativa di Teall (pronunciato "ti-ol"), che viaggiò in una micro navicella spaziale. La civilizzazione Tealliana aveva votato tutte le sue risorse alla costruzione dell'astronave con cui esplorare la realtà; anche se lui (Quislet viene spesso soprannominato "lui", nonostante la mancanza di sesso o di fisicità) disse alla Legione che era un esploratore selezionato dalla sua gente, la verità era che Quislet rubò la nave e fuggì attraverso un portale interdimensionale.
Quislet riuscì ad emergere dalla sua nave spaziale e ad impossessarsi di oggetti inanimati, riuscendo a riformarli da un secondo all'altro e dando loro la mobilità; tuttavia, questi oggetti si disintegravano subito dopo, al più pochi minuti dopo la "possessione", processo che era accelerato solo se lui abbandonava l'oggetto prematuramente. L'unico oggetto non suscettibile a questo fenomeno era la sua nave spaziale, perché non era fatta di materia barionica. Quislet aiutò il suo compagno di Legione Wildfire a creargli un corpo solido e corporeo, eliminando la sua necessità di una tuta di contenimento per brevi periodi.
Infine la nave spaziale di Quislet fu eliminata da Emerald Empress, e fu così costretto a tornare su Teall, dove fu catturato. Il suo fato è sconosciuto; le azioni Tealliane in occasioni precedenti sembrarono indicare che erano intenti a distruggere la sua personalità, il che sarebbe un equivalente dell'esecuzione.

## Post-Ora Zero
Quislet non comparve nella nuova versione della Legione dopo gli eventi di Ora Zero, né fu presente nella versione del 2005.

## Post-Crisi infinita
Gli eventi della miniserie Crisi infinita sembrarono aver ricostituito una Legione analoga a quella presente nella continuità pre-Crisi sulle Terre infinite, come visto nella storia "The Lightning Saga" in Justice League of America e Justice Society of America, e nella storia "Superman e la Legione dei Super-Eroi" presente in Action Comics. Una statua di Quislet fu vista in Crisi finale: la Legione dei 3 mondi n. 1. Alla fine della serie, fu messo nella lista dei Legionari dichiarati scomparsi quando la Legione cominciò una ricerca dei loro ex compagni.
Come rivelato in Adventure Comics vol. 2 n. 8, Quislet fu parte di una squadra segreta inviata da R. J. Brande nel XX secolo per salvare il futuro nella storia Last Stand of New Krypton. Secondo Mon-El, egli faceva da "luce portatile". Dato che fece questo lavoro per un periodo esteso, il suo problema di disintegrazione poteva essere stato risolto, probabilmente da Brainiac 5. Si scoprì anche che aveva una nuova nave spaziale.